# Villiers-le-Bel
Villiers-le-Bel er en kommune hvis befolkning primært består af muslimer med algerisk, tunesisk og marokkansk arv[kilde mangler]. Kommunen ligger i det franske departement Val-d'Oise i de nordlige forstæder til Paris kun 17.4 km fra centrum af Paris.